# Diethylenglycol
Diethylenglycol ist ein Derivat des Ethylenglycols und gehört zu den Gruppen der Alkohole (Diole) bzw. genauer der Glycolether.

## Herstellung
Diethylenglycol wird durch Ethoxylierung von Ethylenglycol mit Ethylenoxid synthetisiert. In der Regel fällt es bei der Herstellung von Ethylenglycol als Nebenprodukt an.

## Eigenschaften
Diethylenglycol ist eine klare, farblose, und hygroskopische Flüssigkeit mit schwachem, eigenartigem Geruch. Es ist mit Wasser, sowie vielen Alkoholen wie Methanol, Ethanol, den Propanolen und Butanolen in jedem Verhältnis mischbar. Im Gegensatz zu Ethylenglycol trifft das auch für die Essigsäureester der genannten Alkohole zu. Die Verbindung bildet bei erhöhter Temperatur entzündliche Dampf-Luft-Gemische. Die Verbindung hat einen Flammpunkt von 138 °C. Der Explosionsbereich liegt zwischen 1,7 Vol.‑% (75 g/m3) als untere Explosionsgrenze (UEG) und 37 Vol.‑% (1635 g/m3) als obere Explosionsgrenze (OEG).  Die Zündtemperatur beträgt 355 °C. Der Stoff fällt somit in die Temperaturklasse T2. Die elektrische Leitfähigkeit ist mit 5,86·10−5 S·m−1 relativ gut.

## Verwendung
Die Hauptmenge des produzierten Diethylenglycols wird als Rohstoff für die Synthese von Polyester-Harzen, Morpholin und 1,4-Dioxan verwendet. Es dient selten als Lösungsmittel für Nitrozellulose, Kunstharze, Farbstoffe, Öle und einige andere organische Substanzen. Außerdem findet Diethylenglycol selten als Feuchthaltemittel für Korken, Tinte und Klebstoff Verwendung; die Verwendung im Kontext von Lebensmitteln oder etwa in Zahncremes soll nach einer Stellungnahme des Bundesinstituts für Risikobewertung (BfR) eingeschränkt erfolgen.
Eine Mischung aus Diethylenglycol und Wasser kann als Frostschutzmittel eingesetzt werden, da die Mischung einen niedrigeren Schmelzpunkt als reines Wasser hat. In der Regel wird aber das für diesen Zweck besser geeignete Ethylenglycol – der Hauptbestandteil des Kühlerschutzmittels „Glysantin“ der BASF – verwendet. Bei einer Diethylenglycol-Wasser-Mischung wird jedoch nicht nur der Schmelzpunkt erniedrigt, es wird auch der Siedepunkt erhöht und zwar stärker als beim System Wasser-Ethylenglycol. Diethylenglycol kann deswegen auch als Zusatz in Hydraulik- und Bremsflüssigkeiten Verwendung finden.

## Vergiftungsfälle
Diethylenglycol ist die Ursache für mindestens acht schwere Vergiftungsepidemien, bei denen insgesamt mehrere Hundert Kinder verstarben. In allen Fällen war das sirupartige süßlich schmeckende Diethylenglycol als Hilfsstoff in Arzneimitteln zur Behandlung akuter Infektionskrankheiten verwendet worden. Bereits 1937 führte die Verwendung eines Sulfanilamid-Sirups in den USA zur Sulfanilamid-Katastrophe. In diesem Fall starben mehrere hundert Kinder; als Konsequenz wurde 1938 der Federal Food, Drug, and Cosmetic Act, der Kern des Arzneimittelrechtes der USA, verabschiedet. Besonders gut medizinisch dokumentiert ist die drittletzte Epidemie in Haiti. Hauptsymptom der Vergiftungen war immer ein akutes Nierenversagen.
Im Jahr 1985 wurde die gesundheitsgefährdende Chemikalie Diethylenglycol in gepanschten Weinen aus Österreich und Deutschland gefunden. Infolge dieses Glykolwein-Skandals mussten Millionen Flaschen Wein vom Markt genommen werden. Als Höchstwert wurden 48 g Diethylenglycol in einem Liter Wein gefunden. In Folge dieses Skandals wurde die in der Presse für Diethylenglycol verwendete Bezeichnung Glykol zum Wort des Jahres 1985.
Im Jahr 1990 erkrankten in Bangladesch 339 Kinder an – zuerst nicht erklärbarem – akutem Nierenversagen, nachdem sie mit – durch Diethylenglycol vergifteten – Paracetamol-Sirup behandelt worden waren. Die meisten Kinder verstarben.
Im Jahr 2006 erkrankten in Panama mindestens 174 Personen, von denen 115 verstarben, weil sie einen vom staatlichen Gesundheitsdienst vertriebenen Hustensaft eingenommen hatten, der statt Glycerin Diethylenglycol enthielt. Die Gesundheitsbehörden hatten den Hilfsstoff über Zwischenhändler von einem chinesischen Hersteller erworben.
Im Jahr 2007 wurde die giftige Substanz auch in chinesischer Zahnpasta entdeckt, die in einem Discount-Laden in Panama-Stadt verkauft wurde. Daraufhin wurde in den USA und in Kanada die Zahnpasta vom Markt genommen.
In Frankreich konnten im Jahr 2007 verschiedene Marken der in China produzierten Zahnpasten, welche Diethylenglycol enthalten, identifiziert werden; die Liste ist auf der Internetseite der Afssaps publiziert. Die betroffenen Produkte wurden in Zahnputz-Kits von Zahnhygiene-Kampagnen gefunden, aber auch in Pflegeheimen, Altersheimen, Hotels und einigen Apotheken.
Vergiftungen durch Diethylenglycol-kontaminierte Zahnpasta wurden bisher nicht bekannt und sind bei normalem Gebrauch aufgrund der geringen Dosis und der toxikologischen Eigenschaften von Diethylenglycol sehr unwahrscheinlich. Trotzdem empfehlen das Bundesinstitut für Risikobewertung und der wissenschaftliche Lebensmittelausschuss der Europäischen Union eine maximale tägliche Aufnahme von 0,5 mg/kg Körpergewicht „für die Summe von Diethylenglykol, Monoethylenglykol und Stearinsäureester des Di-, Mono- und Triethylenglykol“ nicht zu überschreiten.
In Brasilien kam es in den Jahren 2019 und 2020 zu mehreren Vergiftungsfällen im Zusammenhang mit dem Konsum von kontaminiertem Bier der Brauerei Backer. Dabei wurden auch mehrere Todesfälle untersucht, die im Verdacht stehen, durch Diethylenglycol verursacht worden zu sein. Im Januar 2020 wurden daraufhin alle Produkte dieser Brauerei von den Behörden vom Markt genommen.

## Risikobewertung
Diethylenglycol wurde 2014 von der EU gemäß der Verordnung (EG) Nr. 1907/2006 (REACH) im Rahmen der Stoffbewertung in den fortlaufenden Aktionsplan der Gemeinschaft (CoRAP) aufgenommen. Hierbei werden die Auswirkungen des Stoffs auf die menschliche Gesundheit bzw. die Umwelt neu bewertet und ggf. Folgemaßnahmen eingeleitet. Ursächlich für die Aufnahme von Diethylenglycol waren die Besorgnisse bezüglich Verbraucherverwendung, hoher (aggregierter) Tonnage, anderer gefahrenbezogener Bedenken und weit verbreiteter Verwendung sowie der Gefahren ausgehend von einer möglichen Zuordnung zur Gruppe der CMR-Stoffe. Die Neubewertung fand ab 2015 statt und wurde von Ungarn durchgeführt. Anschließend wurde ein Abschlussbericht veröffentlicht.